# S. 이페이사 머커슨
S. 이페이사 머커슨(영어: S. Epatha Merkerson, 1952년 11월 28일 ~ )은 미국의 배우이다.

## 출연 작품

### 영화
- 야곱의 사다리 (영화)
- 특전대 네이비 씰
- 터미네이터 2: 심판의 날
- 저지 걸
- 슬립스트림 (영화)
- 링컨 (2012년 영화)

### 텔레비전
- 피위의 플레이하우스
- 코스비 가족 만세
- 프레이저 (시트콤)
- 라카와나 블루스
- 클로저 (드라마)
- 체인지 디바
- 굿 와이프
- 디셉션 (2013년 드라마)
- 시카고 파이어 (드라마)
- 시카고 메드
- 시카고 PD